# 安迪·列特
安德魯·馬修·"安迪"·里德（英語：Andrew Matthew "Andy" Reid，1982年7月29日—），乃一名出生於都柏林的愛爾蘭職業足球員，司職中場，但他可以踢左翼。2016年在諾定咸森林掛靴。

## 球會生涯

### 諾定咸森林
安迪·列特出身自諾定咸森林的青年軍。他選擇諾定咸森林因為他覺得諾定咸森林會有更大的發展機會。他在2000年11月29日在對錫菲聯的比賽中首次為一隊上陣並取得入球。
但是在2001-02年球季安迪·列特出戰31場比賽卻沒有入球。
他在2003年英冠附加賽準決賽對錫菲聯中雖射入一球，但球隊兩回合不敵4-5出局。在2003-04年球季，他射入13球，成為森林神射手及入選2004年英甲PFA年度最佳陣容。
他在2004年8月24日提出轉會要求，他總共為森林上陣144次射入21球。

### 熱刺
安迪·列特跟隊友（Michael Dawson）在2005年冬季轉會市場最後一日以共800萬英鎊轉會費加盟熱刺。他在2月5日對樸茨茅夫的比賽中首次為熱刺上陣。及在5月1日對阿士東維拉的比賽中取得首個入球。他共為熱刺上陣26次取得1個入球。

### 查爾頓
安迪·列特在2006年8月16日以約300萬鎊轉會費加盟英超球會查爾頓。在11月25日對愛華頓的比賽中取得首個查爾頓入球。他共為查爾頓上陣38次取得8個入球。

### 新特蘭
安迪·列特在2008年1月31日，冬季轉會市場最後一日以共400萬鎊轉會費加盟新特蘭，簽約三年半；新特蘭右後衛夏福特（Greg Halford）則被借用至查爾頓六個月。他在2月9日對韋根的比賽中首次為新特蘭後備上陣，並助攻給前鋒取得入球。及在3月29日對韋斯咸的比賽中，在95分鐘窩利抽射取得首個入球，令新特蘭自2001年12月取得首取連續兩場英超勝利。
2010/11年球季安迪·列特受到傷患困擾，季初僅上陣3場，於2010年10月29日被外借到英冠球會錫菲聯一個月爭取恢復狀態，10月31日主場迎戰下半場首次後補上陣，期間上陣4場，為球隊取得2勝1和1負的成績，在作客對更一箭定江山，獲延長外借至翌年1月3日。因對诺里奇城的粗暴行為被罰停賽3場，於借用期僅餘兩場，故提早於12月31日被送返新特蘭，合共上陣9場及射入兩球。

### 黑池
2011年1月31日轉會窗關閉前轉投英超球會黑池，僅簽約至球季結束，身價沒有透露。黑池於球季結束後降班返回英冠，安迪·列特成為被放棄的11名球員之一。

### 重返諾定咸森林
2011年7月1日安迪·列特重返母會諾定咸森林，是史提夫·麥卡倫上任後簽入的首名球員。
2013年5月18日，安迪·列特與諾定咸森林續簽一年合約，效力至2014年夏季。
2014年1月5日，安迪·列特與諾定咸森林簽署一份新的兩年半合約，效力至2016年6月。
2014年10月11日，諾定咸森林証實於9月份英冠打吡戰對德比郡中腹股溝受傷的安迪·列特，傷情比當初估計嚴重，要養傷最少八星期，甚至到十二星期。
2015年1月20日，當初估計於1月份能重返比賽的安迪·列特，要動手術治療傷患，復出日期要推遲最少四星期到三月份。

## 國家隊生涯
安迪·列特代表過各級愛爾蘭足球代表隊。他在2003年11月首次代表愛爾蘭一隊出戰加拿大。並在對保加利亞的比賽中取得首個國家隊入球。

### 國家隊入球
| #  | 日期           | 球場                         | 對手     | 比數 | 結果 | 比賽性質               |
| -- | -------------- | ---------------------------- | -------- | ---- | ---- | ---------------------- |
| 1. | 2004年8月18日  | 蘭斯當路球場, 都柏林, 愛爾蘭 | 保加利亞 | 1–1  | 和   | 友誼賽                 |
| 2. | 2004年9月4日   | 蘭斯當路球場, 都柏林, 愛爾蘭 | 賽普勒斯 | 3–0  | 勝   | 2006年世界盃外圍賽     |
| 3. | 2005年8月17日  | 蘭斯當路球場, 都柏林, 愛爾蘭 | 意大利   | 1–2  | 負   | 友誼賽                 |
| 4. | 2006年11月15日 | 蘭斯當路球場, 都柏林, 愛爾蘭 | 聖馬力諾 | 5–0  | 勝   | 2008年歐洲國家盃外圍賽 |

## 榮譽

### 個人榮譽
- 2004年英甲PFA年度最佳陣容

## 外部連結
- 安迪·列特新特蘭官方球員介紹 （页面存档备份，存于）
- 足球数据库：安迪·列特的球员统计数据

| 體育角色 | 體育角色        | 體育角色 |
| -------- | --------------- | -------- |
| 前任者： | 查爾頓隊長 2007 | 繼任者： |